# Krisztián Szép Kis
Krisztián Szép Kis [ˈkristiaːn ˈseːp ˈkiʃ] (* 19. August 1972) ist ein aus Ungarn stammender ehemaliger Handballspieler.
Der 1,93 Meter große und 99 Kilogramm schwere Rückraumspieler spielte bei den Vereinen Szolnok (Ungarn), Pontevedra (Spanien), Elektromos Budapest (Ungarn), Pick Szeged (Ungarn), von August 1999 bis 2003 beim Stralsunder HV (Deutschland) und 2003/04 beim SC Meran (Italien). Ab 2004 stand er beim ThSV Eisenach unter Vertrag. Im Februar 2010 musste Szép Kis aufgrund gesundheitlicher Probleme seine Karriere beenden.
Für die ungarische Männer-Handballnationalmannschaft bestritt Szép Kis acht Länderspiele, in denen er fünf Tore erzielte.
Ab der Saison 2011/2012 war er beim ThSV Eisenach als Co-Trainer tätig; im November 2012 trat Szep-Kis aus beruflichen Gründen als Co-Trainer des ThSV Eisenach zurück.
Sein Sohn Kevin Szép Kis spielt ebenfalls Handball und wurde ab Sommer 2025 vom Stralsunder HV verpflichtet, bei dem Krisztián Szép Kis von 1999 bis 2003 spielte.